# Сборная России по футболу на чемпионате мира 2002 года

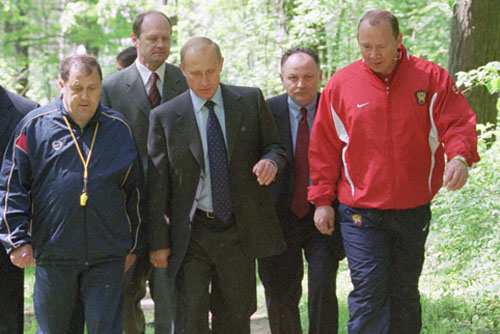
Олег Романцев на встрече с Владимиром Путиным 23 мая 2002 года

Сборная России по футболу принимала участие в чемпионате мира по футболу 2002 года, проходившем в Южной Корее и Японии, что стало для России вторым участием в чемпионатах мира после распада СССР. Российская сборная уверенно выиграла квалификационную группу в зоне УЕФА, попав на чемпионат с первого места и оказавшись по итогам жеребьёвки в группе H. Сборной России на турнире руководил Олег Романцев.
Несмотря на благосклонную к россиянам жеребьёвку, команда не преодолела групповой этап: россияне обыграли в стартовом матче Тунис со счётом 2:0, затем проиграли Японии 0:1, а в решающей встрече уступили Бельгии 2:3, хотя даже ничья могла вывести россиян в 1/8 финала. Участие в турнире проходило на фоне массовых беспорядков в Москве на Манежной площади.

## Отборочный турнир
Олег Романцев был назначен главным тренером сборной России в 1999 году и провёл с ней семь матчей в отборочном цикле к чемпионату Европы 2000 года: он почти сумел вывести сборную на Евро, обыграв по пути действовавших чемпионов мира в лице сборной Франции в гостевой встрече со счётом 2:3, однако ничья против Украины 1:1 в последнем утре оставила россиян без Евро. Тем не менее, Романцеву позволили продолжить работу с командой отчасти благодаря тому, что он вернул болельщикам доверие к сборной России.
Сам отборочный турнир для России прошёл успешно и завершился тем, что россияне заняли первое место в группе и отобрались на чемпионат мира, хотя сама кампания не была стабильной для российской сборной. Важную роль в успехе сборной сыграл Александр Мостовой. 2 сентября 2000 года россияне со счётом 1:0 в гостях обыграли Швейцарию в стартовом матче, который транслировался на стадионе «Динамо» по большому экрану, однако уже на 9-й минуте встречи в одном из секторов «Динамо» началась драка, которую приходилось разнимать ОМОНу: 13 человек были госпитализированы, а зачинщики ушли со стадиона и затем устроили «марш-погром на Тверской». Иностранные журналисты были потрясены масштабами насилия на стадионе.
Гостевой матч против Югославии был перенесён с октября 2000 года на 25 апреля 2001 года в связи с политической напряжённостью в стране. На фоне травм Алексея Смертина и Валерия Карпина и неубедительной игры дома против Фарерских островов (1:0) и Словении (1:1) были опасения за результат. Однако Александр Мостовой удачно сыграл на позиции опорного полузащитника, а не имевший игровой практики Владимир Бесчастных в падении головой забил единственный гол в матче, поразив югославские ворота на 72-й минуте. В июне 2001 года домашнюю игру против Югославии, завершившуюся со счётом 1:1, журналист газеты «Известия» Игорь Порошин открыто назвал договорной, а в знак протеста Романцев и сборная отказались от общения с прессой вплоть до августа. Наконец, 1 сентября в игре против Словении в гостях на последних минутах игры при счёте 1:1 английский судья Грэм Полл назначил ничем не обоснованный пенальти в ворота россиян, чем вызвал бурю негодования среди российских болельщиков.
Решающий матч против Швейцарии 6 октября был выигран со счётом 4:0, а Владимир Бесчастных, оформивший хет-трик в матче, довёл число забитых им за сборную в одном отборочном цикле голов до 7 и побил рекорд Валерия Карпина. За выход в финальную часть чемпионата мира игроки сборной, тренерский штаб и администрация получили премиальные в размере 1 миллиона долларов на всех. Премиальные, заработанные тренерским штабом Романцева, были потрачены на закупку медицинского оборудования в 1-й физкультурный диспансер и поступили на счёт главврача Зураба Орджоникидзе.

### Итоги выступлений в группе 1
| Итоговое положение |                   |    |   |   |    |    |    |     |    |
| Место              | Команда           | И  | В | Н | П  | ГЗ | ГП | ГР  | О  |
| 1.                 | Россия            | 10 | 7 | 2 | 1  | 18 | 5  | +13 | 23 |
| 2.                 | Словения          | 10 | 5 | 5 | 0  | 17 | 9  | +8  | 20 |
| 3.                 | Югославия         | 10 | 5 | 4 | 1  | 22 | 8  | +14 | 19 |
| 4.                 | Швейцария         | 10 | 4 | 2 | 4  | 18 | 12 | +6  | 14 |
| 5.                 | Фарерские острова | 10 | 2 | 1 | 7  | 6  | 23 | -17 | 7  |
| 6.                 | Люксембург        | 10 | 0 | 0 | 10 | 4  | 28 | -24 | 0  |

## Подготовка к турниру
По итогам жеребьёвки россияне попали в группу H с командами Туниса, Японии (хозяева турнира) и Бельгии, что позволяло российским болельщикам надеяться как минимум на выход их команды в плей-офф. Для подготовки к выступлению делегация РФС сама выбрала спорткомплекс для сборной — там были три поля, современные тренажёры и отличная кухня, а хозяева удовлетворяли все просьбы российской делегации. Однако накануне турнира российская сборная неубедительно провела товарищеские матчи, не одержав ни одной победы: из пяти матчей команда свела вничью только игру против Франции, проиграв ирландцам, эстонцам, белорусам и югославам.
Прежде стабильно вызывавшийся Ролан Гусев не попал в окончательную заявку сборной из-за своего отказа переходить в «Спартак» в межсезонье и последующего трансфера в ЦСКА. На фоне неубедительной игры Руслана Нигматуллина в «Вероне» и незалеченной травмы Станислава Черчесова Романцев также проигнорировал кандидатуру вратаря «Локомотива» Сергея Овчинникова, что связывали не только с колкими интервью Овчинникова о «Спартаке», но и его неучастием в товарищеском матче 2000 года против второй сборной Германии, что было ошибочно истолковано тренером как нежелание Овчинникова дальше выступать за сборную. Более того, вместо Овчинникова Романцевым всерьёз рассматривалась кандидатура спартаковца Дмитрия Гончарова. В дальнейшем Романцев признал невызов Овчинникова своей серьёзной ошибкой в канун подготовки, сославшись на то, что его об этом якобы попросили несколько опытных игроков перед стартом турнира. Однако наиболее серьёзным ударом по сборной стала потеря капитана Александра Мостового: 19 мая 2002 года в игре против Беларуси он получил микротравму задней поверхности бедра, которая не позволяла ему сыграть на чемпионате мира. Несмотря на травму, Мостового не исключили из заявки, рассчитывая на то, что ему удастся хотя бы частично восстановиться к старту турнира. Касаемо подбора состава Романцев отметил, что в его команде была группа юных игроков в лице Марата Измайлова, Дмитрия Сычёва, Руслана Пименова и Александра Кержакова, а также группа возрастных звёздных игроков в лице Виктора Онопко, Александра Мостового и Валерия Карпина, но не было группы игроков «среднего возраста». В целом Романцев считал, что его состав «был не для больших побед»: достойных кандидатур на замену попросту не было, а звёзд мирового класса в заявке не значилось.
Серия поражений «Спартака» в матчах первой половины чемпионата России 2002 года заставила общественность задуматься о целесообразности совмещения Романцевым постов в клубе и сборной, а также о перспективах выступления самой сборной в Японии. 4 июня 2002 года, за сутки до стартового матча на чемпионате мира против Туниса Олег Романцев заявил, что уйдёт из сборной в случае её невыхода из группы. Бывший защитник «Спартака» Александр Бубнов предсказал невыход российской сборной из группы, заявив, что руководство РФС и тренеры сборной не давали общественности объективную информацию о состоянии дел в сборной. В канун старта турнира российская околоспортивная пресса решила не делать резких высказываний по поводу состава сборной и её игры, полагая, что создание подобной благожелательной атмосферы вокруг сборной позволит игрокам решить основные задачи. Позже это решение было признано газетой «Спорт-Экспресс» серьёзной ошибкой.

## Окончательный состав команды
Главный тренер: Олег Романцев.
| №             | Имя                 | Дата рождения | Клуб              | Отб.игр(голов) | Игр     | Голов   |
| Вратари       | Вратари             | Вратари       | Вратари           | Вратари        | Вратари | Вратари |
| ------------- | ------------------- | ------------- | ----------------- | -------------- | ------- | ------- |
| 1             | Руслан Нигматуллин  | 07.10.1974    | Локомотив, Верона | 10(-5)         | 3       | -4      |
| 12            | Станислав Черчесов  | 02.09.1963    | Тироль, Спартак   |                |         |         |
| 23            | Александр Филимонов | 15.10.1973    | Уралан            |                |         |         |
| Защитники     |                     |               |                   |                |         |         |
| отб.т.        | Дмитрий Хлестов     | 21.01.1971    | Бешикташ          | 2              |         |         |
| отб.т.        | Юрий Дроздов        | 16.01.1972    | Локомотив         | 5              |         |         |
| 13            | Вячеслав Даев       | 06.09.1972    | Торпедо           | 2              |         |         |
| 14            | Игорь Чугайнов      | 06.04.1970    | Локомотив         | 5              |         |         |
| 2             | Юрий Ковтун         | 05.01.1970    | Спартак           | 8(1)           | 3       |         |
| 3             | Юрий Никифоров      | 16.09.1970    | ПСВ               | 4              | 3       |         |
| 7             | Виктор Онопко       | 14.10.1969    | Овьедо            | 10             | 3       |         |
| 5             | Андрей Соломатин    | 09.09.1975    | ЦСКА              |                | 2       |         |
| 18            | Дмитрий Сенников    | 24.06.1976    | Локомотив         |                | 1       |         |
| Полузащитники |                     |               |                   |                |         |         |
| отб.т.        | Омари Тетрадзе      | 13.10.1969    | ПАОК              | 4              |         |         |
| отб.т.        | Ролан Гусев         | 17.09.1977    | Динамо            | 5              |         |         |
| отб.т.        | Андрей Каряка       | 01.04.1978    | Крылья Советов    | 1              |         |         |
| 10            | Александр Мостовой  | 22.08.1968    | Сельта            | 7(1)           |         |         |
| 17            | Сергей Семак        | 27.02.1976    | ЦСКА              | 7(1)           |         |         |
| 4             | Алексей Смертин     | 01.05.1975    | Бордо             | 6              | 3       |         |
| 8             | Валерий Карпин      | 02.02.1969    | Сельта            | 8              | 3       | 1       |
| 9             | Егор Титов          | 29.05.1976    | Спартак           | 10(3)          | 3       | 1       |
| 15            | Дмитрий Аленичев    | 20.10.1972    | Перуджа, Порту    | 8(1)           | 2       |         |
| 20            | Марат Измайлов      | 21.09.1982    | Локомотив         | 3              | 2       |         |
| 21            | Дмитрий Хохлов      | 22.12.1975    | Реал Сосьедад     | 9(2)           | 3       |         |
| 6             | Игорь Семшов        | 06.04.1978    | Торпедо           |                | 2       |         |
| Нападающие    |                     |               |                   |                |         |         |
| отб.т.        | Александр Панов     | 21.09.1975    | Сент-Этьенн       | 1              |         |         |
| отб.т.        | Александр Ширко     | 24.11.1976    | Торпедо           | 2(1)           |         |         |
| отб.т.        | Максим Бузникин     | 01.03.1977    | Сатурн, Локомотив | 4(1)           |         |         |
| отб.т.        | Денис Попов         | 04.02.1979    | ЦСКА              | 1              |         |         |
| отб.т.        | Андрей Федьков      | 04.07.1971    | Сокол             | 2              |         |         |
| 11            | Владимир Бесчастных | 01.04.1974    | Расинг, Спартак   | 10(7)          | 3       | 1       |
| 16            | Александр Кержаков  | 27.11.1982    | Зенит             |                | 1       |         |
| 19            | Руслан Пименов      | 25.11.1981    | Локомотив         |                | 2       |         |
| 22            | Дмитрий Сычёв       | 26.10.1983    | Спартак           |                | 3       | 1       |

Состав команды был объявлен в эфире программы «Время» на Первом канале. Из предварительного списка игроков в окончательную заявку не попали Омари Тетрадзе, Андрей Каряка, Денис Лактионов и Андрей Аршавин.

## Финальный турнир. Группа H
| 5 июня 2002 15:30                          | \| Россия \| 2:0 \| Тунис \| \| Егор Титов 59′ · Валерий Карпин 64′ (пен.) \| Голы \| \| | Кобе Уинг, Кобе Зрителей: 30 957 Судья: Питер Прендергаст |
| Россия                                     | 2:0                                                                                      | Тунис                                                     |
| Егор Титов 59′ · Валерий Карпин 64′ (пен.) | Голы                                                                                     |                                                           |

Победа в первом туре над сборной Туниса со счётом 2:0 стала первой в финальных этапах любых турниров для сборной России с 1994 года, однако была одержана только после того, как вышел на замену 18-летний Дмитрий Сычёв, к тому же команда весь матч играла крайне неубедительно в обороне.
| 9 июня 2002 20:30    | \| Япония \| 1:0 \| Россия \| \| Дзюнъити Инамото 51′ \| Голы \| \| | Международный стадион, Йокогама Зрителей: 66 108 Судья: Маркус Мерк |
| Япония               | 1:0                                                                 | Россия                                                              |
| Дзюнъити Инамото 51′ | Голы                                                                |                                                                     |

Во втором матче против Японии россияне проиграли 0:1, не показав внятной атакующей игры — в одном из эпизодов Владимир Бесчастных не попал по пустым воротам в одном из моментов, хотя бил с очень острого угла. Сам матч был омрачён погромами на Манежной площади, устроенными агрессивными болельщиками: в ходе беспорядков погиб один человек, а некоторые игроки даже задавались вопросом, не спровоцировали ли они своей вялой игрой массовые погромы.
| 14 июня 2002 15:30                                  | \| Бельгия \| 3:2 \| Россия \| \| Йохан Валем 7′ · Весли Сонк 78′ · Марк Вильмотс 82′ \| Голы \| Владимир Бесчастных 52′ · Дмитрий Сычёв 88′ \| | Экопа, Сидзуока Зрителей: 46 640 Судья: Ким Мильтон Нильсен |
| Бельгия                                             | 3:2 | Россия                                                      |
| Йохан Валем 7′ · Весли Сонк 78′ · Марк Вильмотс 82′ | Голы | Владимир Бесчастных 52′ · Дмитрий Сычёв 88′                 |

В третьем матче против Бельгии россиянам достаточно было сыграть вничью, чтобы выйти в 1/8 финала и сыграть против сборной Бразилии, но россияне проиграли бельгийцам 2:3 и умудрились не выйти даже из этой группы. Единственным положительным моментом стала игра Дмитрия Сычёва, забившего в конце встречи гол и со слезами уходившего с поля после финального свистка. Романцева обвинили в трусливой тактике и выставлении на матч «заведомо обречённого» состава, с которым он в итоге проиграл «самому себе».
|         | И | В | Н | П | М   | О |
| ------- | - | - | - | - | --- | - |
| Япония  | 3 | 2 | 1 | 0 | 5-2 | 7 |
| Бельгия | 3 | 1 | 2 | 0 | 6-5 | 5 |
| Россия  | 3 | 1 | 0 | 2 | 4-4 | 3 |
| Тунис   | 3 | 0 | 1 | 2 | 1-5 | 1 |

И — игр, В — выигрыши, Н — ничьи, П — проигрыши, М — разница мячей, О — очки

## Реакция на выступление
После поражения российской сборной от Японии раздосадованные болельщики устроили серию погромов в Москве, которая обернулась гибелью одного человека, ещё 49 человек пострадали. В то же время на поражение от Бельгии болельщики отреагировали куда более скромно, устроив лишь несколько потасовок. После поражения от Бельгии Олег Романцев в присутствии администратора Александра Полинского и своих помощников Сергея Павлова и Михаила Гершковича заявил, что намерен уйти в отставку и что у него нет никаких претензий к РФС, но уже на следующее утро отказался от своих слов, заявив Колоскову, что уйдёт из сборной только после отставки последнего. Позже Романцев утверждал, что РФС создавал ему какие-то проблемы в тренерской работе, но не уточнил, какие именно; обсуждение случившегося тянулось в течение 40 минут.
8 июля 2002 года исполком РФС, не приняв от Романцева никаких объяснений провальному результату сборной в Японии, отправил его в отставку. Романцев при этом возмущался тому, что Колосков на пресс-конференции, оглашая заработок Олега Романцева за три года в сборной с учётом чемпионата мира 2002 года, не уточнил, что тренер работал без зарплаты и получал только премиальные средства. Преемником Романцева стал Валерий Газзаев. После чемпионата мира Романцев признался, что просил Колоскова принять его отставку сразу же после завершения отборочного цикла из-за накопившейся усталости и неких не разрешённых тогда противоречий с РФС, однако после долгих уговоров решил доработать с командой до конца чемпионата мира. Сам Олег Иванович говорил, что у его состава не было никаких шансов на более успешное выступление.
Невыход из группы болезненно восприняли футболисты: некоторые из них плакали в раздевалке и были не в состоянии давать какие-то интервью журналистам. Команда покинула Японию 16 июня, через двое суток после матча против Бельгии. Представители власти также были огорчены результатом: первый вице-спикер Совета Федерации Валерий Горегляд заявил о низком уровне выступлений команды, настаивая на принятии каких-то мер; в то же время сенатор Геннадий Бурбулис отмечал, что причины неудачи кроются в российском футболе, а премьер-министр Михаил Касьянов считал, что сам факт участия уже является достижением, и рассчитывал на дальнейшее изменение отношений государства к спорту. Своё сочувствие потерпевшей поражение команде выражали депутаты Государственной думы Любовь Слиска, Вячеслав Володин, Борис Надеждин и Геннадий Селезнёв, а также полпред Президента в Государственной думе Александр Котенков, искренне переживавшие за результат. На этом фоне исключением был представитель КПРФ Василий Шандыбин, открыто обвинявший российскую команду в отсутствии энтузиазма в игре и сваливавший вину в провале на легионеров, но при этом называвший Олега Романцева «плаксой», который расставил «таких же плаксивых игроков, как и он сам».
Провальному выступлению российской сборной на чемпионате мира бард Тимур Шаов посвятил песню «Футбольные страдания».